# Buddha skáče přes zeď
Buddha skáče přes zeď (čínsky v českém přepisu fo-tchiao-čchiang, pchin-jinem fó tiào qiáng, znaky zjednodušené 佛跳墙) je čínská polévka. Recept vznikl v provincii Fu-ťien v čchingském období. Příprava pokrmu trvá až dva dny a je k ní potřeba kolem třiceti ingrediencí, mezi něž patří žraločí ploutve, mlži, sumýši, kuřecí maso, sušená šunka z Ťin-chua, křepelčí vejce, kolokázie jedlá, daikon, ženšen pravý, bambusové výhonky, houževnatec jedlý, sezamový olej, vývar ze šlach a plynových měchýřů a rýžové víno. Pokrm je ceněný pro svoji chuť a posilující účinky díky obsahu proteinů a vápníku. Je však také předmětem kritiky, neboť rostoucí poptávka po žraločích ploutvích vede k poklesu populace žraloků i k brutálnímu odřezávání ploutví zaživa.
Podle legendy se objevitelem receptu stal potulný student, který vlastnil pouze hliněnou nádobu od vína, v níž si připravoval všechny pokrmy. Jejich postupným mísením vznikla tak lahodná vůně, že jednou přilákala i mnicha (buddhističtí řeholníci nesmějí jíst maso), který ze zvědavosti přeskočil zeď kláštera. K tomu jeden z přihlížejících poznamenal, že takové pochoutce by neodolal ani sám Gautama Buddha.
Po uvedení pokrmu do Koreje protestovalo vedení školy Čogje proti jeho názvu, který označilo za urážku náboženského cítění.
V londýnské restauraci Kai Mayfair se Buddha skáče přes zeď podává jako nejdražší polévka na světě, když jedna porce stojí 108 liber šterlinků.